# Verlag Werben & Verkaufen
Verlag Werben & Verkaufen GmbH ist ein Fachverlag für Marketing, Medien und Kommunikation mit Hauptsitz in München. Er wurde 1961 als Europa Fachpresse Verlag gegründet und gehört zur Ebner Media Group. Der Verlag gibt die Zeitschrift Werben & Verkaufen kurz W&V für die Werbebranche heraus.

## Geschichte
Die Entwicklung des Verlags hat mit Veröffentlichung der ersten Ausgabe des Kontakter im Jahr 1961 begonnen. Das Werk erschien im neu gegründeten Europa Fachpresse Verlag, einer Gesellschaft mit beschränkter Haftung am Standort München. Zwei Jahre später erschien die erste Ausgabe von Werben & Verkaufen in einer Auflage von 6300 Exemplaren.
In der Folgezeit entwickelte sich die Zeitschrift Werben & Verkaufen zum führenden Titel der Werbewirtschaft, die verbreitete Auflage stieg bis Juni 2012 auf über 30.000 Exemplare. Das Printmedium wurde im März 1997 durch das Angebot W&V Online ergänzt, das sowohl eigene redaktionelle Inhalte bot als auch ausgewählte Artikel der gedruckten Ausgabe. Die Reichweite der Website lag Mitte 2012 bei schätzungsweise 1,4 Millionen Unique Visit.
Unter der Bezeichnung Marketing-Journal wurden von 2004 bis 2007 insgesamt sieben thematisch gebündelte Zeitschriften veröffentlicht, die sich unter anderem mit Markenwerk und dem Mittelstand beschäftigten. Anfang 2006 führte der Verlag die Redaktionen aller seiner Publikationen, einschließlich Kontakter und Werben & Verkaufen, unter einer gemeinsamen Leitung zusammen.
Die Neuordnung führte zur Einstellung des Marketing-Journals im Jahr 2008. Die Zeitschrift media & marketing, welches primär die Marktforschung behandelte, wurde in veränderter Form unter dem Namen W&V Media fortgeführt. Außerdem erschien am 28. Februar die erste Ausgabe von W&V Praxis, das sich gezielt an Führungspersonen in Unternehmen richtete.
Der Europa Fachpresse Verlag ist mit Wirkung zum 11. Mai 2009 auf die im Oktober 2008 neu gegründete Verlag Werben & Verkaufen GmbH verschmolzen. Im selben Jahr erwarb der Verlag den Mediendienst Medien Aktuell, der nicht weitergeführt wurde. Stattdessen wurden die Abonnenten auf den Kontakter übertragen.
Im Jahr 2010 stellte der Verlag diverse Apps für mobile Geräte mit dem Betriebssystem Apple iOS vor. Das Programm W&V Kiosk ermöglicht es unter anderem, eine digitalisierte Variante von Werben & Verkaufen auf dem iPad zu lesen, vergleichbar einem E-Book. Ergänzend wurde 2011 W&V Collection veröffentlicht, das auch Inhalte aus W&V Media zur Verfügung stellt. Außerdem wurde 2010 eine Kooperation mit der Muttergesellschaft bekannt: Die Redaktion des Verlags Werben & Verkaufen liefert seitdem ausgewählte Inhalte für das Medienressort der Onlineausgabe der Süddeutschen Zeitung.
Auf der dmexco 2011 wurde mit LEAD digital eine weitere Zeitschrift vorgestellt. Es beschäftigte sich im Unterschied zu Werben & Verkaufen ausschließlich mit digitalen Medien sowie verwandten Themen wie E-Commerce und erschien zunächst alle zwei Wochen. Ab Januar 2015 erschien es monatlich und ab Januar 2018 vierteljährlich unter dem verkürzten Namen LEAD. Im Dezember 2019 wurde es eingestellt.
Im Januar 2016 wurde die Erscheinungsfrequenz des Kontakters von wöchentlich auf zweiwöchentlich geändert. Ab Januar 2019 erschien Werben & Verkaufen nicht mehr wöchentlich, sondern 15 Mal pro Jahr. Im April 2019 wurde die zweiwöchentliche Printausgabe des Kontakters eingestellt. Er erschien anschließend ausschließlich digital. Im Dezember 2019 wurde er eingestellt. Seit Januar 2020 erscheint Werben & Verkaufen monatlich anstatt 15 Mal pro Jahr.
Im Dezember 2020 verkaufte der Süddeutsche Verlag den Verlag Werben & Verkaufen an die Ebner Media Group.